# Hütten (Warmensteinach)
Hütten ist ein Gemeindeteil der Gemeinde Warmensteinach im Landkreis Bayreuth (Oberfranken, Bayern). Hütten liegt in der Gemarkung Oberwarmensteinach.

## Geografie
Das Dorf liegt am nördlichen Abhang des Hüttenberges. Das westliche Ortsgebiet wird von der Warmen Steinach durchflossen, während die östlich gelegenen Ortsbereiche bis zu 40 Meter über dem Talgrund des Flusses liegen. Beide Ortsbereiche werden in West-Ost-Richtung von der Staatsstraße 2181 durchquert und im westlichen Ortsbereich hat die Gemeindestraße Vordergeiersberg ihren Ausgangspunkt, die unter anderem nach Stechenberg führt.

## Geschichte
1590 gab es am Ort eine Glashütte, in der Glasknöpfe hergestellt wurden. 1627 gab es die Eisenerzgrube „Spitzige Hütten“.
Mit dem Gemeindeedikt wurde Hütten dem 1808 gebildeten Steuerdistrikt Oberwarmensteinach und der 1818 gebildeten Ruralgemeinde Oberwarmensteinach zugewiesen. Am 1. Mai 1978 wurde Hütten in die Gemeinde Warmensteinach eingegliedert.

### Baudenkmäler
Als Baudenkmal steht ein zweigeschossiges Wohnhaus unter Denkmalschutz, das gegenüber der Brauerei Hütten steht.
ehemalige Baudenkmäler
- Haus Nr. 1: Zweigeschossiges Giebelhaus von der ersten Hälfte des 18. Jahrhunderts. Verputzter Massivbau mit drei zu sieben Obergeschossfenstern. Der zweigeschossige verschieferte Giebel mit kräftig vorkragendem Obergeschoss.[9]
- Haus Nr. 3: Gasthof Reichsapfel. Zweigeschossiges schlichtes Giebelhaus der zweiten Hälfte des 18. Jahrhunderts. Zur Straße über hohem Kellersockel.[9]

### Einwohnerentwicklung
| Jahr      | 001818 | 001824 | 001861 | 001871 | 001885 | 001900 | 001925 | 001950 | 001961 | 001970 | 001987 |
| Einwohner | 71     | *      | 71     | 59     | 71     | 91     | 152    | 194    | 113    | 103    | 78     |
| Häuser    |        | 3      |        |        | 7      | 7      | 18     | 21     | 22     |        | 32     |
| Quelle    | [ 11 ] | [ 7 ]  | [ 12 ] | [ 13 ] | [ 14 ] | [ 15 ] | [ 16 ] | [ 17 ] | [ 18 ] | [ 19 ] | [ 1 ]  |

## Religion
Hütten ist römisch-katholisch geprägt und war ursprünglich nach Mariä Verkündigung (Fichtelberg) gepfarrt. Seit Mitte des 20. Jahrhunderts ist die Pfarrei St. Laurentius (Oberwarmensteinach) zuständig.

## In Hütten geboren
- Christoph Strössenreuther (1829–1908), Präsident des Landgerichts Fürth, Mitglied der Bayerischen Abgeordnetenkammer (Vereinigte Liberale)